# Postanarchizm
Postanarchizm, niekiedy określany jako poststrukturalistyczny anarchizm czy anarchizm postmodernistyczny – filozofia łącząca myśl anarchistyczną z poststrukturalizmem i postmodernizmem. Nie stanowi właściwie jednej spójnej teorii, ale odnosi się raczej do połączonych prac wielu postmodernistów i poststrukturalistów (m.in. Michel Foucault, Gilles Deleuze, Jacques Lacan, Jacques Derrida, Jean Baudrillard), postmodernistycznych feministek i feministów (np. Judith Butler) i filozofii klasycznego anarchizmu (m.in. Emma Goldman, Max Stirner, William Godwin czy Piotr Kropotkin). Z tego względu określenie stałej definicji filozofii postanarchistycznej nie jest możliwe.

## Charakterystyka
Termin „postanarchizm” został ukuty przez filozofa anarchizmu postlewicowego Hakima Beya w jego eseju Postanarchism Anarchy z 1987. Przekonywał w nim, że to, co przede wszystkim powstrzymuje anarchizm od wywierania istotnego wpływu na wykluczonych, jednocześnie odstręczając od anarchizmu wiele głęboko antyautorytarnych osób, jest to, że dał się on złapać w swoje własne ograniczone ideologie i sekty, i że ostatecznie wziął różne doktryny i tradycje anarchistyczne za żywe doświadczenie anarchii samej w sobie. Pomiędzy dychotomią więzienia tragicznej przeszłości i beznadziejnej przyszłości, powiada autor, anarchizm stał się ideologiczną doktryną, zamiast żywą teorią, która mogłaby spowodować wyłom w zdecentralizowanej machinie postindustrialnego społeczeństwa kontroli. W 1994 Todd May zainicjował to, co nazwał „poststrukturalistycznym anarchizmem”, opowiadając się za teorią opartą na poststrukturalistycznym rozumieniu władzy, szczególnie poprzez prace Michela Foucaulta i Emmy Goldman, przyjmując podejście anarchistyczne do etyki.
Różne ujęcia i nieprecyzyjność tego terminu ilustrują ogólne odrzucenie dogmatów i złożonej historii anarchizmu. Jednak niektóre szczegóły przedstawione przez Saula Newmana sugerują pewną spójność. W swojej książce Postanarchism z 2015 definiuje on postanarchizm jako „anarchizm rozumiany nie jako pewien zestaw układów społecznych, czy nawet jako konkretny projekt rewolucyjny, ale raczej jako wrażliwość, pewien etos lub sposób życia i widzenie świata napędzany świadomością wolności, którą się już posiada”.
Ruth Kinna w swojej recenzji książki Newmana napisała, że „anarchizm [w dużej mierze został zdefiniowany] jako program działania, idea rewolucji społecznej i koncepcja społeczeństwa bezpaństwowego, podczas gdy postanarchizm [Newmana] jest związany z autonomicznymi sposobami myślenia i działania i wyrzeczeniu się rewolucji”.
Proponowany przez Saula Newmana „anarchizm lacanowski” w bardziej widoczny sposób wykorzystuje prace Jacques’a Lacana i Maxa Stirnera. Newman krytykuje klasycznych anarchistów, takich jak Michaił Bakunin i Piotr Kropotkin, za przyjęcie obiektywnej „natury ludzkiej” i naturalnego porządku; argumentuje, że według takiego podejścia ludzie są w naturalny sposób usatysfakcjonowani, a jedyne ograniczenia im stawiane są wymuszane przez estabilishment. Dla Newmana stanowi to manichejski światopogląd, który przedstawia odwrócenie Lewiatana Thomasa Hobbesa, w którym „dobre” państwo jest podporządkowany przez „złym” ludziom. Jak zauważa polski politolog – Rafał Majka: „Postanarchizm, jako próba odczytania na nowo klasycznego anarchizmu w świetle osiągnięć współczesnej teorii radykalnej, zakwestionował z poststrukturalistycznej perspektywy aprioryczne założenia anarchizmu: (1) władzę jako opresyjną esencję, którą można obalić z „nieskażonego” miejsca spoza niej (takiego, jak np. ludzka moralność); oraz (2) humanistyczny naturalizm, według którego istnieje uniwersalna, wrodzona „esencja ludzka”, jak moralność, dobroć czy rozum, które, „nieskażone”, „nieskorumpowane”, mogą stanowić fundamenty nowego, „lepszego świata””.
Lewis Call próbował rozwinąć teorię postanarchistyczną poprzez prace Friedricha Nietzschego, odrzucając kartezjańską koncepcję „podmiotu”. Stąd możliwa jest radykalna forma anarchizmu: anarchizm stawania się. Taki anarchizm nie ma ostatecznego celu ani nie wpływa na „bycie”; nie jest to ostateczny stan rozwoju ani statyczna forma społeczeństwa, ale raczej staje się trwały, jako środek bez celu. Ową koncepcję poruszył również włoski autonomista Giorgio Agamben. Pod tym względem jest ona podobna do poglądu na „złożone systemy” wyłaniającego się społeczeństwa, znanego jako panarchia. Call krytykuje liberalne pojmowanie języka, świadomości i racjonalności z anarchistycznej perspektywy, argumentując, że są one nieodłączną częścią ekonomicznej i politycznej władzy w kapitalistycznej organizacji państwa.
Polska politolożka – Marta Majorek w swojej książce Anarchizm 2.0. Ideologia i praktyka w dobie nowych mediów, sformułowana opinię, że „według większości autorów analizujących postanarchistyczną myśl, poststrukturalizm można rozumieć jako swoistą radykalizację klasycznego anarchizmu. Oznaczać to może, że da się postawić dwie równoległe tezy, a mianowicie, że poststrukturalistyczne elementy są możliwe do zidentyfikowania w tradycyjnych ujęciach anarchizmu, po drugie zaś sam poststrukturalizm może działać jako środek pozwalający na zniwelowanie wad klasycznego anarchizmu, nie stojąc w opozycji do jego ducha i zasadniczych celów”. W dalszej części swojej publikacji autorka stwierdza, że wspólnym mianownikiem omawianej filozofii jest „jak twierdzą postanarchistyczni autorzy, wspólnie podzielany sprzeciw wobec marksizmu, jednoczący różnorodne wskazane ujęcia”. Jak stwierdził Lewis Call, marksizm „nie będzie w stanie stawić czoła wymogom, jakie stawia przed nami epoka ponowoczesności”.
Poza wyżej wymienionymi, do przedstawicieli nurtu postanarchizmu można zaliczyć m.in. Ashanti Alstona, Jesse Cohna, Sama Mbaha czy Shawna Wilbura.